# Gadobangkong
Gadobangkong is een bestuurslaag in het regentschap Bandung Barat van de provincie West-Java, Indonesië. Gadobangkong telt 14.519 inwoners (volkstelling 2010).